# Consejo Nacional de las Provincias
El Consejo Nacional de las Provincias (en inglés: National Council of Provinces; en afrikáans: Nasionale Raad van Provinsies; en ndebele del sur: umKhandlu weNarha oNgamele iimFunda; en xhosa: Bhunga leSizwe lamaPhondo; en zulú: uMkhandlu kaZwelonke weziFundazwe; en swati: uMkhandlu waVelonkhe wetiFundza; en sotho del norte: Lekgotla la Bosetšhaba la Diprofense; en sotho: Lekgotla la Naha la Diprofense; en tswana: Lekgotla la Bosetšhaba la Diporofense; en tsonga: Huvo ya Rixaka ya Swifundzhankulu; en venda: Khoro ya Lushaka ya Mavunḓu) y comúnmente abreviado como NCOP por sus siglas en inglés, es la cámara alta del Parlamento de Sudáfrica, establecida en 1997 como reemplazo del antiguo Senado. A pesar de suplantar a esta cámara, en realidad guarda un gran parecido en cuanto a su función, pues al igual que muchas cámaras altas del mundo, representa a las nueve provincias de Sudáfrica en lugar de al pueblo.

## Composición
El NCOP comprende 90 delegados provinciales, 10 delegados para cada una de las nueve provincias, independientemente de la población de la provincia. Esto significa que cada provincia también está representada en el NCOP.
Una delegación provincial contiene de seis delegados permanentes y cuatro delegados especiales. La representación del partido en la delegación debe reflejar proporcionalmente la representación del partido en la legislatura provincial, de acuerdo con una fórmula incluida en la Constitución.
Los delegados permanentes son seleccionados por las nueve legislaturas provinciales. Los cuatro delegados especiales son el Premier de la provincia y otros tres delegados especiales asignados por miembros de la legislatura provincial. Son nominados por cada provincia por los miembros de la Legislatura Provincial (MPL) y están supeditados a la materia que está considerando el NCOP. El Premier de una provincia es el jefe de la delegación de la provincia en el NCOP, pero puede elegir a cualquier otro delegado para que esté a cargo de la delegación en su ausencia.
El gobierno local organizado también está representado en el NCOP a través de la Asociación de Gobierno Local de Sudáfrica (SALGA). La SALGA tiene derecho a designar 10 delegados que pueden participar en los debates y otras actividades del NCOP, pero no pueden votar.

## Poderes y decisiones
El NCOP puede considerar, enmendar, proponer enmiendas o rechazar la legislación. Debe considerar todos los proyectos de ley nacionales, y también tiene el poder de iniciar la legislación en las áreas funcionales donde el Parlamento y las legislaturas provinciales tienen poder legislativo concurrente.
El NCOP tiene cuatro mecanismos de toma de decisiones dependiendo del tipo de decisión:
- (Proyectos de ley de la Sección 74) enmiendan la Constitución ; no pueden tratar otros asuntos que no sean enmiendas constitucionales y asuntos relacionados con las enmiendas. Un proyecto de ley que modifique la sección 1 de la constitución (que define a Sudáfrica como una república democrática constitucional ), modifique la Declaración de Derechos o modifique cualquier disposición constitucional que afecte al propio NCOP, los límites o poderes provinciales u otros asuntos específicamente provinciales, debe ser aprobado por el NCOP. Cada delegación tiene un voto, y seis de las nueve delegaciones deben aprobar el proyecto de ley para su aprobación. Otras enmiendas constitucionales no tienen que ser aprobadas por el NCOP, pero deben debatirse públicamente en el NCOP.
- Proyectos de ley no relativos a las nueve provincias (proyectos de ley de la sección 75); Estos son proyectos de ley que se manejan en términos del procedimiento establecido en la sección 75 de la Constitución. Al considerar estos proyectos de ley, los delegados votan como individuos y cada uno tiene un voto. El proyecto de ley se aprueba si la mayoría de los delegados votan a favor del proyecto de ley.
- Proyectos de ley relativos a las provincias (artículo 76 proyectos de ley); Los proyectos de ley que afectan a las provincias generalmente son aquellos que se relacionan con áreas de competencia legislativa nacional y provincial compartida. El NCOP intenta confirmar estos proyectos de ley al menos dentro de las seis semanas para permitir la participación activa del público y para permitir suficiente tiempo a las provincias para deliberar sobre los mandatos en sus delegaciones. Estos proyectos de ley se tratan en la provisión del procedimiento en la sección 76 de la Constitución. Al decidir los proyectos de ley relativos a las provincias, las delegaciones provinciales votan de conformidad con el mandato que les confieren sus respectivas legislaturas provinciales. Cada provincia tiene un voto. Se aprueba un proyecto de ley 76 consultado si al menos cinco provincias votan a favor del proyecto de ley.
- Billetes (sección 77): son proyectos de ley que se refieren a la asignación de dinero, la imposición de impuestos nacionales, gravámenes, derechos o recargos. Se manejan en términos del procedimiento delineado en la sección 77 de la Constitución. Los delegados votan individualmente y el proyecto de ley se acuerda si la mayoría de los delegados vota a favor.

## NCOP actual
Después de las elecciones del 7 de mayo de 2014, las nuevas legislaturas provinciales se reunieron el 21 de mayo para elegir a los delegados del NCOP. Las delegaciones elegidas se describen en la siguiente tabla.
| Partidos | Partidos                                   | Provincia     | Provincia    | Provincia | Provincia     | Provincia | Provincia  | Provincia | Provincia      | Provincia       | Total | Total |
| Partidos | Partidos                                   | Cabo Oriental | Estado Libre | Gauteng   | KwaZulu-Natal | Limpopo   | Mpumalanga | Noroeste  | Cabo del Norte | Cabo Occidental | Total | Total |
| -------- | ------------------------------------------ | ------------- | ------------ | --------- | ------------- | --------- | ---------- | --------- | -------------- | --------------- | ----- | ----- |
|          | Congreso Nacional Africano (ANC)           | 4/6           | 4/6          | 3/6       | 4/6           | 4/6       | 4/6        | 4/6       | 4/6            | 2/6             | 33/54 | 60/90 |
| 3/4      | Congreso Nacional Africano (ANC)           | 3/4           | 2/4          | 3/4       | 4/4           | 4/4       | 3/4        | 3/4       | 2/4            | 27/36           |       | 60/90 |
|          | Alianza Democrática (DA)                   | 1/6           | 1/6          | 2/6       | 1/6           | 1/6       | 1/6        | 1/6       | 1/6            | 4/6             | 13/54 | 20/90 |
| 1/4      | Alianza Democrática (DA)                   | 1/4           | 2/4          | 0/4       | 0/4           | 0/4       | 0/4        | 1/4       | 2/4            | 7/36            |       | 20/90 |
|          | Luchadores por la Libertad Económica (EFF) | 0/6           | 1/6          | 1/6       | 0/6           | 1/6       | 1/6        | 1/6       | 1/6            | 0/6             | 6/54  | 7/90  |
| 0/4      | Luchadores por la Libertad Económica (EFF) | 0/4           | 0/4          | 0/4       | 0/4           | 0/4       | 1/4        | 0/4       | 0/4            | 1/36            |       | 7/90  |
|          | Partido de la Libertad Inkatha (IFP)       | 0/6           | 0/6          | 0/6       | 1/6           | 0/6       | 0/6        | 0/6       | 0/6            | 0/6             | 1/54  | 1/90  |
|          | Partido Nacional de la Libertad (NFP)      | 0/4           | 0/4          | 0/4       | 1/4           | 0/4       | 0/4        | 0/4       | 0/4            | 0/4             | 1/36  | 1/90  |
|          | Movimiento Democrático Unido (UDM)         | 1/6           | 0/6          | 0/6       | 0/6           | 0/6       | 0/6        | 0/6       | 0/6            | 0/6             | 1/54  | 1/90  |